# Hidropark
Koordinaten: 50° 26′ 42″ N, 30° 34′ 35″ O

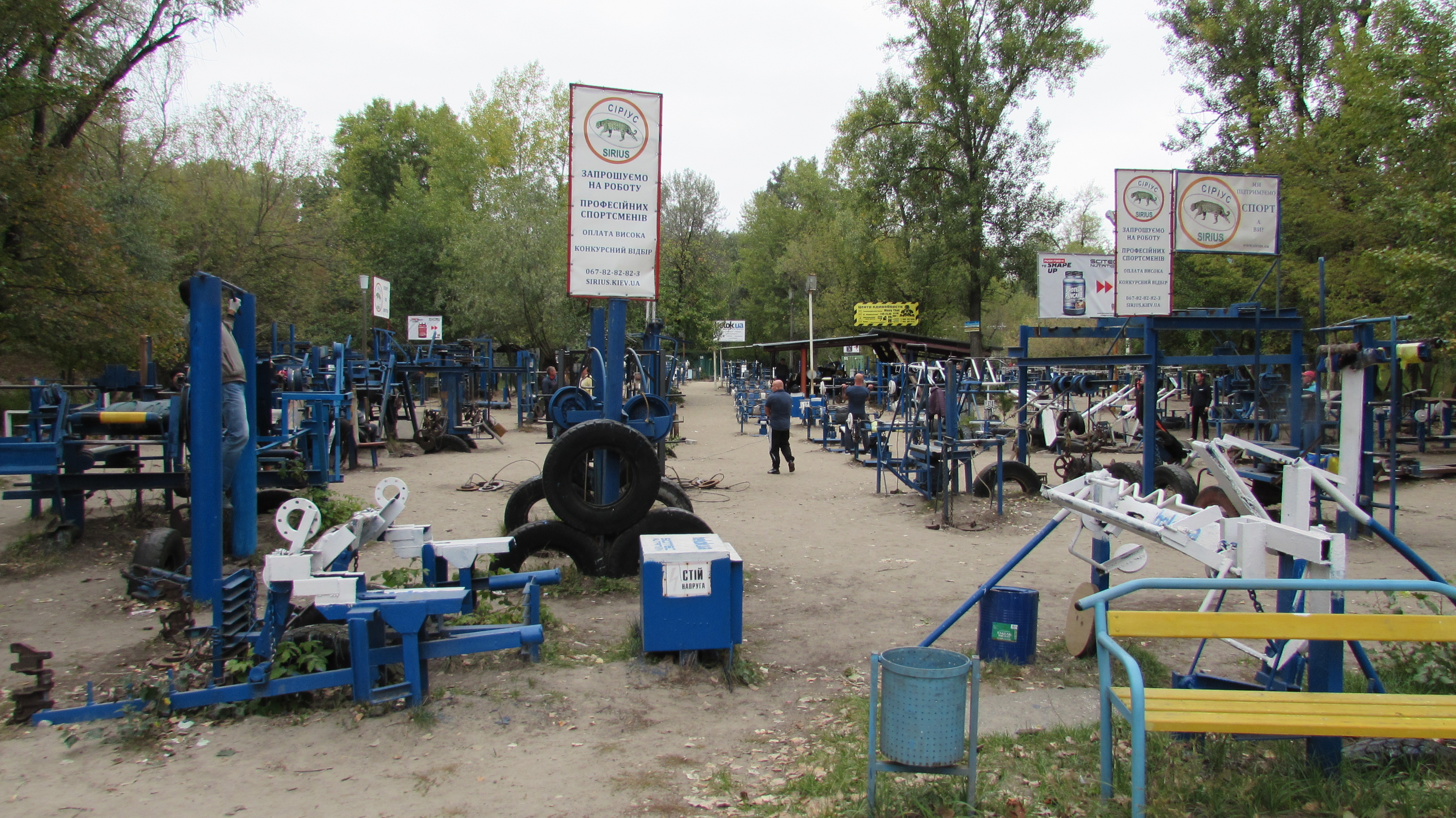
Fitness-Bereich beim Hidro-Parks

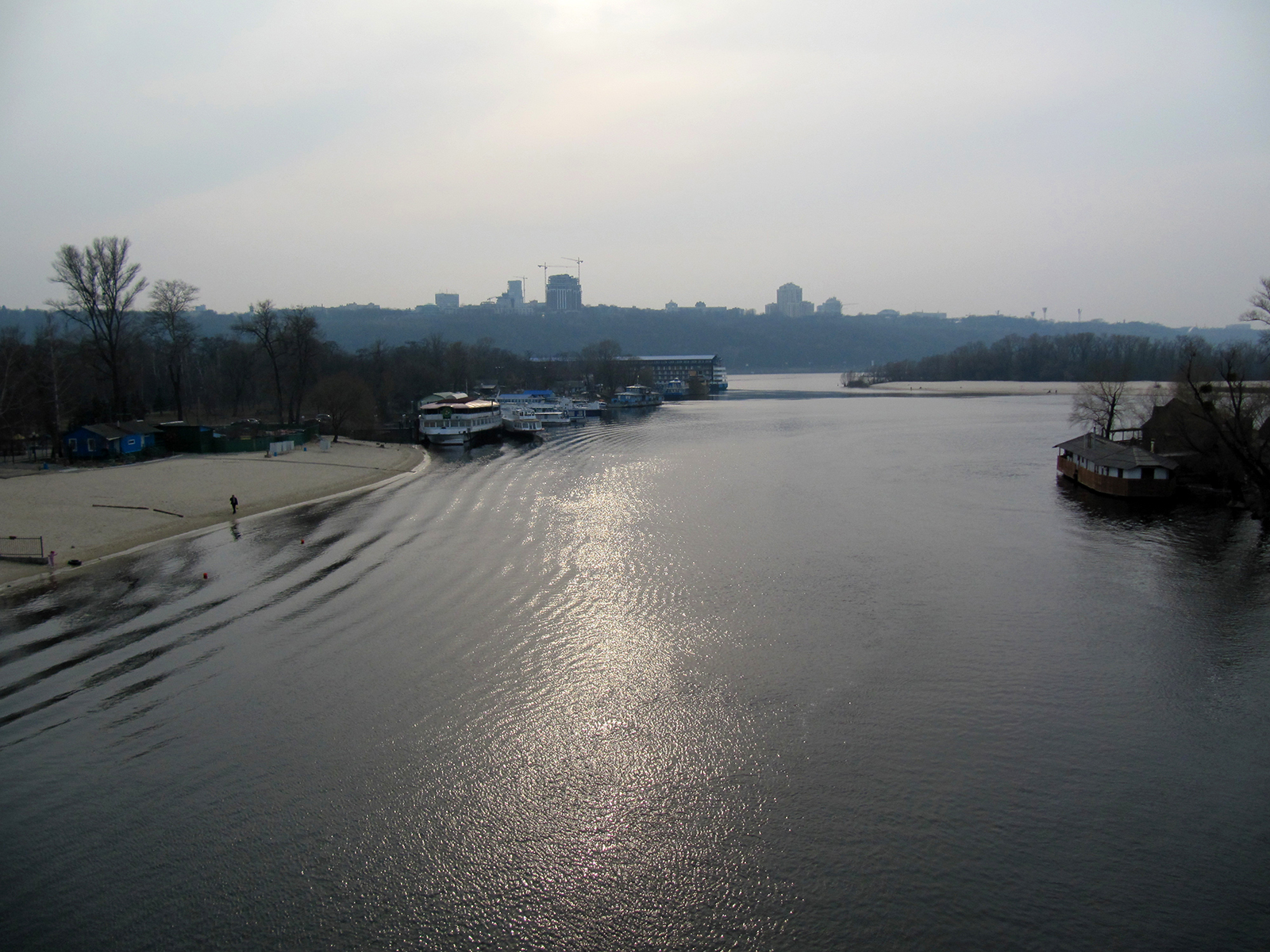
Blick von der Venezianischen Brücke auf den die Inseln trennenden Venedig-Kanal

Der Hidropark (ukrainisch Гідропарк) ist ein auf zwei Dneprinseln in der ukrainischen Hauptstadt Kiew gelegener Park mit einer Fläche von 365 Hektar.

## Nutzung und Bebauung
Der Hidropark ist ein 1968 eröffnetes Naherholungsgebiet in Kiew. In ihm befindet sich ein Unterhaltungskomplex mit vielen Wassersport- und Freizeitmöglichkeiten wie Stränden, Bootsverleihe, rund 30 Restaurants, ein Kasino und anderes. Gegen die umfangreiche illegale Bebauung der Inseln wird inzwischen vorgegangen.

## Lage
Der Park liegt auf der Venezianischen Insel (Венеціанський острови Wenezianskyj ostrowy) und der Dolobezkyj-Insel (Долобецький острови Dolobezkyj ostrowy), zwei Flussinseln im Dnepr im Stadtrajon Dnipro.
Die 1966 erbaute und 144 m lange Venezianische Brücke verbindet die beiden Inseln miteinander.
Der Park ist über die Metrostation Hidropark mit dem U-Bahn-Netz Kiews verbunden.
Seit dem 5. November 1965 führt die 700 m lange Metrobrücke an Stelle der hier bis 1920 über den Fluss führenden Nikolaus-Kettenbrücke zum rechten Dneprufer. Im Süden streift die Paton-Brücke die Insel. Nördlich der  Venezianischen Insel und westlich der Dolobezkyj-Insel liegt mit der Truchaniw-Insel eine weitere Flussinsel, die jedoch kein Teil des Hidroparks ist, sondern ein eigenes, ruhigeres Naherholungsgebiet bildet.